# 吉林敦化抽水蓄能电站
吉林敦化抽水蓄能电站是位于中国吉林省延边州敦化市北部的一座抽水蓄能电站，电站工程于2013年7月9日开工建设，2021年5月31日1号机组正式投产运行，6月4日正式投产发电。工程总投资77.89亿元，电站总装机容量140万千瓦，年设计发电量为23.42亿千瓦时，机组额定水头655米，最高扬程达712米，是中国首座700米级水头抽水蓄能电站。

## 电站概况
电站位于敦化市北部黄泥河林业局小白林场生活区以北的吊水壶，由上水库、下水库、水道系统、地下厂房系统和地面封闭式组合电器等部分组成。上水库位于海浪河源头洼地，正常蓄水位1391米，调节库容697.8万立方米；下水库位于珠尔多河源流之一的东北岔河，正常蓄水位717米，调节库容753.3万立方米。电站安装有4台单机容量35万千瓦可逆式水泵水轮发电电动机组，发电机组全部实现国产化，其中1、2号机组由东方电机有限公司制造，3、4号机组由哈尔滨电机厂设计制造。

## 建设过程
- 2012年10月24日，国家发展和改革委员会批准统一建设吉林敦化抽水蓄能电站。[8][9]
- 2013年7月9日开工建设[10]
- 2020年7月30日，下水库首次蓄水完成，[4]1号机组转子转子顺利完成吊装。[11]
- 2020年12月，引水系统压力钢管安装全部完成。[3]
- 2021年5月31日，1号机组正式投产运行。
- 2021年6月4日，1号机组正式投产发电。